# NGC 5693
NGC 5693 est une galaxie spirale barrée située dans la constellation du Bouvier. Sa vitesse par rapport au fond diffus cosmologique est de 2 403 ± 9 km/s, ce qui correspond à une distance de Hubble de 35,5 ± 2,5 Mpc (∼116 millions d'al). NGC 5693 a été découverte par le physicien irlandais George Stoney en 1850.
La classe de luminosité de NGC 5693 est IV et elle présente une large raie HI.
En raison d'une brillance de surface égale à 14,58 mag/am2, on peut qualifier NGC 5693 de galaxie à faible brillance de surface (LSB en anglais pour low surface brightness). Les galaxies LSB sont des galaxies diffuses (D) avec une brillance de surface inférieure de moins d'une magnitude à celle du ciel nocturne ambiant.
À ce jour, une mesure non basée sur le décalage vers le rouge (redshift) donne une distance d'environ 4,810 Mpc (∼15,7 millions d'al). Cette valeur est totalement incohérent avec les valeurs de la distance de Hubble et elle est sans doute loin de la distance réelle de cette galaxie. 
Notons cependant que c'est avec la valeur moyenne des mesures indépendantes, lorsqu'elles existent, que la base de données NASA/IPAC calcule le diamètre d'une galaxie.

## Groupe d'IC 1029
Selon A. M. Garcia, NGC 5693 fait partie du groupe d'IC 1029. Ce groupe de galaxies compte au moins 11 membres. Les autres galaxies du groupe sont NGC 5602, NGC 5660, NGC 5673, NGC 5676, NGC 5682, NGC 5689, NGC 5707, IC 1029 et UGC 9426. La onzième galaxie mentionnée par Garcia est NGC 5624, mais son appartenance à ce groupe est incertaine.
Abraham Mahtessian mentionne aussi ce groupe, mais sa liste ne comprend que six galaxies : NGC 5660, NGC 5673, NGC 5676, NGC 5689, NGC 5693 et IC 1029.